# Mont Ngaoui
Mont Ngaoui – szczyt w Górach Zachodnioafrykańskich. Leży na granicy między Kamerunem a Republiką Środkowoafrykańską. Jest to najwyższy szczyt Republiki Środkowoafrykańskiej.